# 専門学校日本デザイナー芸術学院
専門学校日本デザイナー芸術学院（せんもんがっこうにっぽんデザイナーげいじゅつがくいん）は宮城県仙台市若林区にある専門学校。
学校法人英智学園の経営。略称はnichide（ニチデ）で、「ニチデ」および「nichide」は英智学園の商標（2018年登録）である。

## 沿革
- 1978年
  - 日本ビジネススクール仙台校及び日本デザイナー学院仙台校設立。
- 1983年
  - 榴岡校舎完成。
  - 専門学校認可に伴い、日本デザイナー学院仙台校は専門学校日本ビジネススクール仙台校デザイン学科に改称。
  - 初代校長 一力博子 就任。
- 1991年
  - 新寺校舎完成。
- 1996年
  - 東北で初めて音楽ビジネスコース設置。
- 1998年
  - 学校法人英智学園 設立。
  - 学校法人立の専門学校となる。
  - 二代目校長 塩田長和 就任。
- 2001年
  - サウンドアート学科、コミュニケーションビジネス学科、デジタルデザイン学科構成で運営。
- 2006年
  - デザイン学科、まんが学科、サウンドアート学科、ビューティー学科構成で運営。
  - 三代目校長 村上克巳 就任。
- 2007年
  - 専門学校日本ビジネススクール仙台校から、専門学校日本デザイナー芸術学院仙台校に改称。
- 2015年
  - 学科を一新し、デザイン芸術学科に統合。
- 2016年
  - 学園のロゴデザインを一新。
- 2019年
  - 専門学校日本デザイナー芸術学院に改称。

- 2021年
  - 株式会社ニチデLab設立
- 2023年
  - 創立45周年
- 2024年
  - 累計卒業生10,093名（2024年3月時点）

## 基礎データ

### 所在地
- 〒984-0051 宮城県仙台市若林区新寺3-2-1 [4]

### アクセス
- JR「仙台駅」東口改札より徒歩10分
- 地下鉄東西線「宮城野通駅」南出口1より徒歩6分 [4]
- 地下鉄南北線「五橋駅」北出口1より徒歩9分

## 教育

### 組織

#### デザイン芸術学科（2年制）
- マンガ科
- デジタルアニメ科
- ゲームCG科
- コミックイラスト科
- イラストレーション科
- クリエイティブデザイン科（グラフィックデザイン・Webデザイン）
- 写真映像科

デザイン芸術学科（3年制）
- クリエイティブデザイン科（グラフィックデザイン・Webデザイン）

### 教育
- 高等教育の修学支援新制度 認定 [5]

## 主な卒業生
- かどたひろし
- 久米田夏緒
- 安孫子三和
- 藤枝とおる
- 大崎ミツル